# Chotutice
Chotutice (en allemand : Chotutitz) est une commune du district de Kolín, dans la région de Bohême-Centrale, en République tchèque. Sa population s'élevait à 490 habitants en 2020.

## Géographie
Chotutice se trouve à 8 km au nord de Kouřim, à 16 km à l'ouest-nord-ouest de Kolín et à 40 km à l'est de Prague.
La commune est limitée par Tatce et Pečky au nord, par Dobřichov à l'est, par Vrbčany au sud, et par Chrášťany et Klučov à l'ouest.

## Histoire
La première mention écrite de la localité date de 1100.